# Bizerte
Bizerte sau Bizerta (în arabă بنزرت ) este un oraș aflat în capătul nordic al Tunisiei, pe malul canalului care unește lacul Bizerta cu marea. Este capitala guvernoratului Bizerta, al șaptelea oraș ca mărime al țării, un important centru industrial, precum și baza forțelor de apărare aeriene și maritime ale Tunisiei. Este reședinta  guvernoratului Bizerte.